# Amza Pellea
Amza Pellea (Băilești, 7 aprile 1931 – Bucarest, 12 dicembre 1983) è stato un attore rumeno, che ha segnato la storia del cinema della Romania.
Tra i suoi ruoli memorabili, Amza Pellea è stato il creatore e l'interprete del personaggio di Nea Mărin, che ha rivelato molto bene le sue capacità comiche. Allo stesso tempo, ha interpretato alcune figure famose della storia rumena, come Decebalo o Michele il Coraggioso .

## Biografia
È nato a Băilești il 7 aprile 1931 e sin da bambino inizia a frequentare corsi di recitazione, comprendendo che quella era la sua più grande aspirazione e passione. 

### Gli inizi
Il debutto avviene a metà anni '50, quando partecipa ad uno spettacolo teatrale ed intraprende la carriera di attore. Debutta al cinema nel 1955, nel film Alarmă în munți in un piccolo ruolo.

### Anni sessanta
In questo decennio inizia a diventare una vera e propria celebrità: nel 1961 arriva il suo primo ruolo importante, quello di Ion, nel film Darclée, presentato al Festival di Cannes, mentre nel 1965 recita nel film La nazione dei falchi ed intraprende la carriera di conduttore radiofonico. Il vero successo arriva nel 1967, quando si fa notare dal grande regista Sergiu Nicolaescu, che gli offre la parte da co-protagonista nel film I daci. Inizia così a farsi conoscere, ma per entrare nell'immaginario collettivo di tutti deve aspettare ancora un anno: è infatti nel 1968 che partecipa al film La colonna di Traiano, dove ha l'onore di confrontarsi con attori del calibro di Richard Johnson e Amedeo Nazzari e diventa una vera e propria icona del cinema internazionale.

### Anni settanta
Nel 1970 partecipa al film Saii, commedia romantica dove interpreta Christian. L'anno seguente, è il protagonista del colossal L'ultima crociata, supercult rumeno. Nel 1977 è protagonista del film Osinda, vizio e peccato, candidato all'Oscar al miglior film straniero. Per questo ruolo vince il premio per il miglior attore al Festival cinematografico internazionale di Mosca e nel 1978 prende parte al cortometraggio Mutze, nel ruolo del protagonista. Nel 1979 partecipa al film per bambini Mihail, cîine de circ, tratto dal romanzo Zanna bianca, di Jack London

### Morte

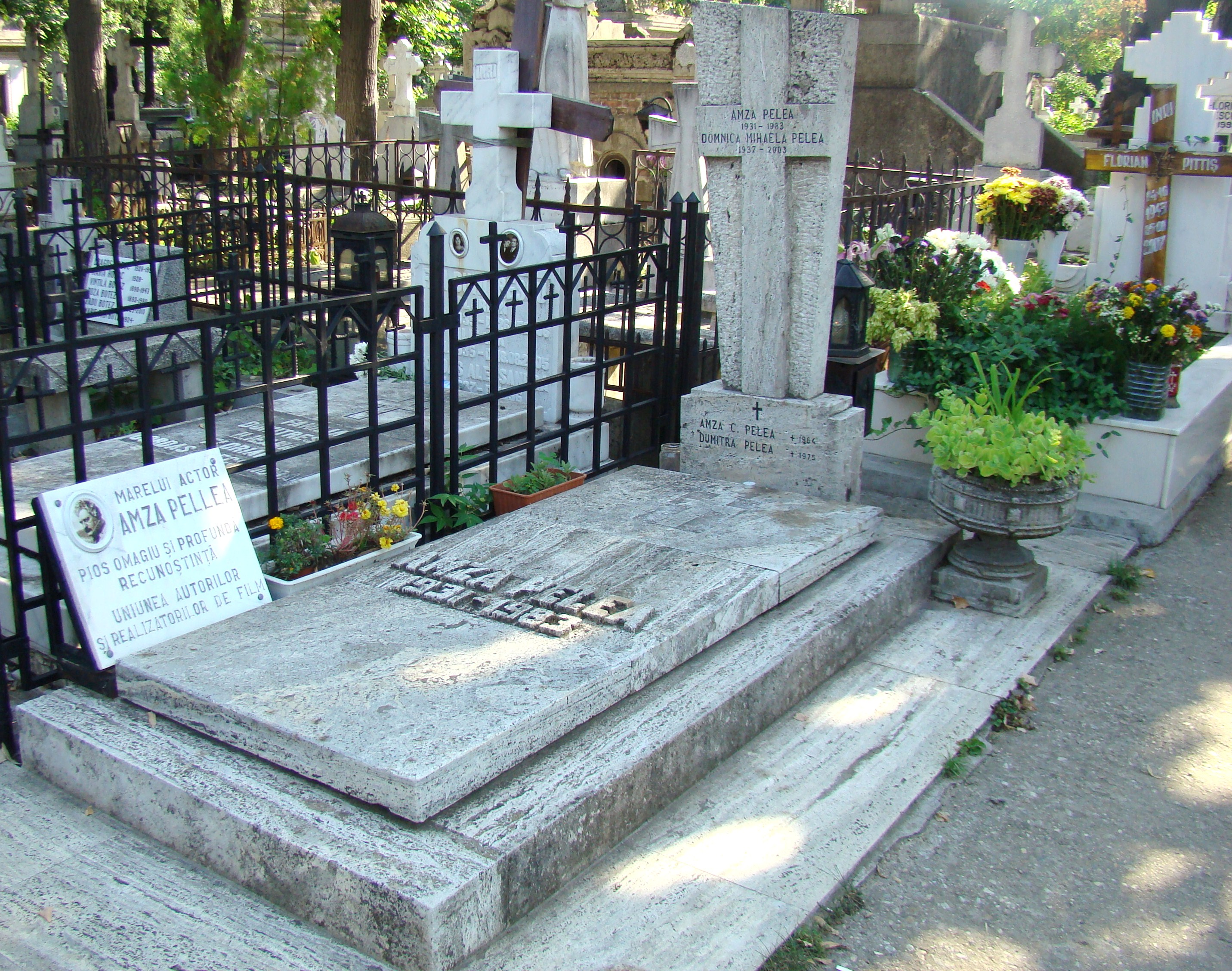
La tomba di Amza Pellea nel cimitero Bellu

È morto il 12 dicembre 1983, a soli 52 anni, a causa di un tumore maligno.

## Vita privata
È stato sposato con Domnica Mihaela Policrat, con la quale ha avuto una figlia, Oana Pellea.

## Nella cultura di massa
Amza Pellea è ricordato come uno dei più grandi attori rumeni, tanto che nel 2006 è stato inserito al 58º posto tra i 100 rumeni più grandi.

## Filmografia

### Cinema
- I daci, regia di Sergiu Nicolaescu (1967)
- La colonna di Traiano, regia di Mircea Drăgan (1968)
- L'ultima crociata, regia di Sergiu Nicolaescu (1971)
- Hiaro, regia di Mihai Artescu (1973)
- Osinda, vizio e peccato, regia di Sergiu Nicolaescu (1976)
- Mihail, cîine de circ, regia di Sergiu Nicolaescu (1979)

## Riconoscimenti
- Festival cinematografico internazionale di Mosca
  - 1978 – Miglior attore per Osinda, vizio e peccato
- Seilinda Award
  - 1972 – Candidatura al miglior attore per L'ultima crociata
- Gli è stato conferito l'Ordine al merito culturale (1971) "per meriti speciali nell'opera di edificazione del socialismo, in occasione del 50º anniversario della fondazione del Partito Comunista Romeno".